# Politikåret 1811

## Händelser
- 14 juli - Första venezuelanska republiken utropas.[1]

### Fotnoter
1. ↑  ”Venezuela” (på engelska). World Statesmen. http://www.worldstatesmen.org/Venezuela.html. Läst 30 juli 2015.